# Livinallongo del Col di Lana
Livinallongo del Col di Lana é uma comuna italiana da região do Vêneto, província de Belluno, com cerca de 1.417 habitantes. Estende-se por uma área de 99 km², tendo uma densidade populacional de 14 hab/km². Faz fronteira com Badia (BZ), Canazei (TN), Colle Santa Lucia, Cortina d'Ampezzo, Corvara in Badia (BZ), Rocca Pietore.

## Demografia
| Variação demográfica do município entre 1861 e 2011                               |
|                                                                                   |
| Fonte: Istituto Nazionale di Statistica (ISTAT) - Elaboração gráfica da Wikipedia |